# Дорогичин
Дороги́чин (пол. Drohiczyn) — місто в Польщі, Підляське воєводство, Сім'ятицький повіт, гміна Дорогичин. Центр цієї гміни. Розташований на річці Західний Буг. Історичне осердя Ятвягії, Дорогичинської землі, Підляшшя. Заснований у ХІ ст. як ятвязький або руський форт. У XI—XIII ст. входив до складу Київської Русі, в XIII ст. — Руського королівства, в XIII—XVI ст. — Великого князівства Литовського, в XVI—XVIII ст. — Корони Польської, XIX ст. — Російської імперії. Місце коронування руського короля Данила Романовича (бл. 1253). Сильно постраждав внаслідок шведського потопу (1657), московської різанини (1660) та радянської окупації (1939—1941).

## Назва
- Дорогичин (ст.-укр. Дорогычинъ, Дорогичинъ[4], біл. Дарагічын, нім. Dorogicin, Dorogitschin), рідше Дорогочин[5] (ст.-укр. Дорогичин[6]) — руська, українська традиційна назва.
- Дрогичин (пол. Drohiczyn, лит. Drohičinas, нім. Drogitschin, їд. Drohitchin, лат. Drohicin) — польська назва.
- Дорогичин Надбузький[7], або Дорогичин-Підляський (пол. Drohiczyn-Podlaski) — назва на противагу Дорогичину-Лядському.

## Історія

### Раннє середньовіччя

#### Перші поселення в околицях сучасного Дорогичина.
Регіон Дорогичина був заселений людиною здавна. Сліди поселень в Середньому Побужжі сягають часів неоліту, а навколо Берестя – мезоліту. В околицях сучасного Дорогичина виявлено сліди лужицької культури доби бронзи. У перших століттях н.е. територія поблизу суч. Більська-Підляського та Гайнівки були, очевидно, західним кордоном просування елементів зарубинецької культури. В Середньому Побужжі пам’ятками цього імовірно найдавнішого попередника східних слов’ян римського періоду є могильники у Великих Гриневичах поблизу Більська-Підляського, а також в с. Клейники. На Підляшші зарубинецька культура зустрічалася з більш західною і спорідненою – пшеворською археологічною культурою. Залишки останньої знайдено в околицях Біловежі, Берестя, Лап та Сім'ятичів. У той же час, на терені обох праслов’янських культур трапляються вкраплення вельбарської археологічної культури – свідчення міграції готів на територію сучасної України.
Пізньо-римське населення зникає на Побужжі в V ст. н.е. Кілька десятиліть тривала перерва, аж поки в VI-VII ст. н.е. землі між Бугом, Німаном та Боброю були щільно заселені слов’янами. В VII-IX ст. вже напевно існували поселення в долині Бугу; відмічається також суттєва концентрація поселень в радіусі 15 км навколо сучасного Дорогичина. Деякі кургани біля с. Клюково (Klukowo) датовані VIII-IX ст. В. Лосинський припускав, що близько 880 р. був активований балтійський торговельний шлях, що ініціювало прямий торговельний зв’язок Середнього Подніпров’я через Буг та Віслу з Балтійським узбережжям. Бузький торговельний шлях, імовірно, мав такі важливі пункти як Берестя, Мельник та Дорогочин, що стимулювало розвиток тут ранньосередньовічних поселень. Знахідки монет безпосередньо пов’язують з окремим пунктами на тогочасних торговельних шляхах. Поблизу вищезгаданих пунктів знайдено скарби арабських монет (так званих дирхемів). Зокрема, один дирхем 746-747 рр. відомий безпосередньо з Дорогичина. Значно більший скарб таких монет відомий з безпосередніх околиць міста. Цей скарб включав близько 308 дирхемів датованих після 870 чи 893 рр. Нещодавно також опубліковано інформацію про знахідку ще 4-х дирхемів у 2-3 від Дорогичина, які датуються другою половиною Х ст. Тож, видається бездискусійним що в останній чверті ІХ ст. та в Х ст.  біля сучасного Дорогичина, проте не в ньому самому, існували поселення на важливому торговельному шляху. Розкопки в самому Дорогичині не виявили слідів поселення раніше ХІ ст.

#### Заснування Дорогичина в ХІ ст.
Точна дата заснування Дорогичина невідома. За однією версією його заклав близько 1038 року київський князь Ярослав Мудрий як укріплене городище проти ятвягів на правому високому березі Бугу, що був осідком княжої митниці. Ярослав Мудрий міг зайняти землі на схід від р. Нурця після походів на Мазовію в 1041 i 1047 рр. За іншою версією місто збудували самі ятвяги близько 1061 року й воно було столицею Ятвязької землі, яке захопили руси. На думку Ісаєвича, проведені польськими археологами в 1954—1957 роках розкопки підтвердили східно-слов'янський характер давнього Дорогичина й спростували твердження Яна Длугоша про те, що Дорогичин був столицею ятвягів.
Сучасні дослідження свідчать, що городище в Дорогичині з приградовими поселеннями виникло в XI ст. Проте немає певності в якій частині цього століття. Позиція, що це відбулося в середині ХІ ст., археологічно не підкріплено, а базується на припущеннях, які пов’язні з хронологічними віхами з життя Ярослава Мудрого – походами на Мазовше в 1041 i 1047 рр. та смертю князя в 1054 р.

#### Ранньосередньовічний Дорогичин ХІІ— XIII ст.
Вперше Дорогичин згадується у Київському літописі під 1142 роком як місто Київської Русі, у складі Волинської землі. Київський князь Всеволод Ольгович віддав його разом із Берестям і Чорторийськом чернігівським князям Давидовичам.

Перша писемна згадка в українському перекладі Л. Махновця звучить так:
«І тяжким стало серце братів його, Ігоря і Святослава [Ольговичів]: волость бо дає він синові, а братів не наділив анічим. І покликав Всеволод братів до себе, і, прийшовши, стали вони в [селі] Ольжичах,— Святослав [Ольгович], Володимир [Давидович], Ізяслав [Давидович],— а Ігор [Ольгович] стояв коло Городця [Пісочного]. І поїхав Святослав до Ігоря, і спитав: «Що тобі дає старший брат?» І сказав Ігор: «Він дає нам по городу — Берестій і Дорогичин, Чорторийськ і Клечеськ, а отчини своєї, Вятичів, не дає». І цілував Святослав хреста з братом своїм Ігорем, а на другий день цілували удвох Володимир [та] Ізяслав з Ігорем. І так згодилися вони всі, кажучи: «Хто відступить од хресного цілування, нехай тому хрест одомстить.
«<i>І послав по них Всеволод брата свого Святошу [Давидовича], кажучи їм: «Брати мої! Візьміте у мене з дружбою, що я вам даю — Городець, Рогачов, Берестій, Дорогичин, Клечеськ»,— [і] наказавши їм: «Більше не воюйте з Мстиславичами». І вони вволили волю його, і покликав він їх до себе в Київ, і приїхали вони до нього всі вкупі.
Всеволод же, не хотячи того, щоб брати з’єдналися в однім помислі, послав [послів] до обох Давидовичів, [Володимира та Ізяслава], кажучи їм: «Одступіте ви оба од обох братів моїх, а я вас наділю». І вони обоє, переступивши хресне цілування, відступили од Ігоря і од Святослава до брата Всеволода. Всеволод же, рад бувши розлученню їх і уладившись щодо [своєї] волості, дав їм Берестій, Дорогичин, і Вщиж, [і] Орміну. А братам обом, пославши [послів], він дав: Ігореві — Городець Юріїв і Рогачов, а Святославу — Клечеськ і Чорторийськ. І так вони розійшлися».
Існує таке припущення, що другій половині XII століття Дорогичин був княжою столицею Волинської династії — Василька Ярополчича (онука Ізяслава Мстиславича) та його сина, а відповідно незалежним князівством. Проте дана позиція не знаходить ширшої підтримки, натомість вважається, що Дорогчинська земля до кінця ХІІ ст. була частиною Володимирського князівства.
У XIII—XIV століттях місто перебувало в складі Галицько-Волинського князівства.

#### Просторове планування Дорогичина в ХІ-XIV ст.

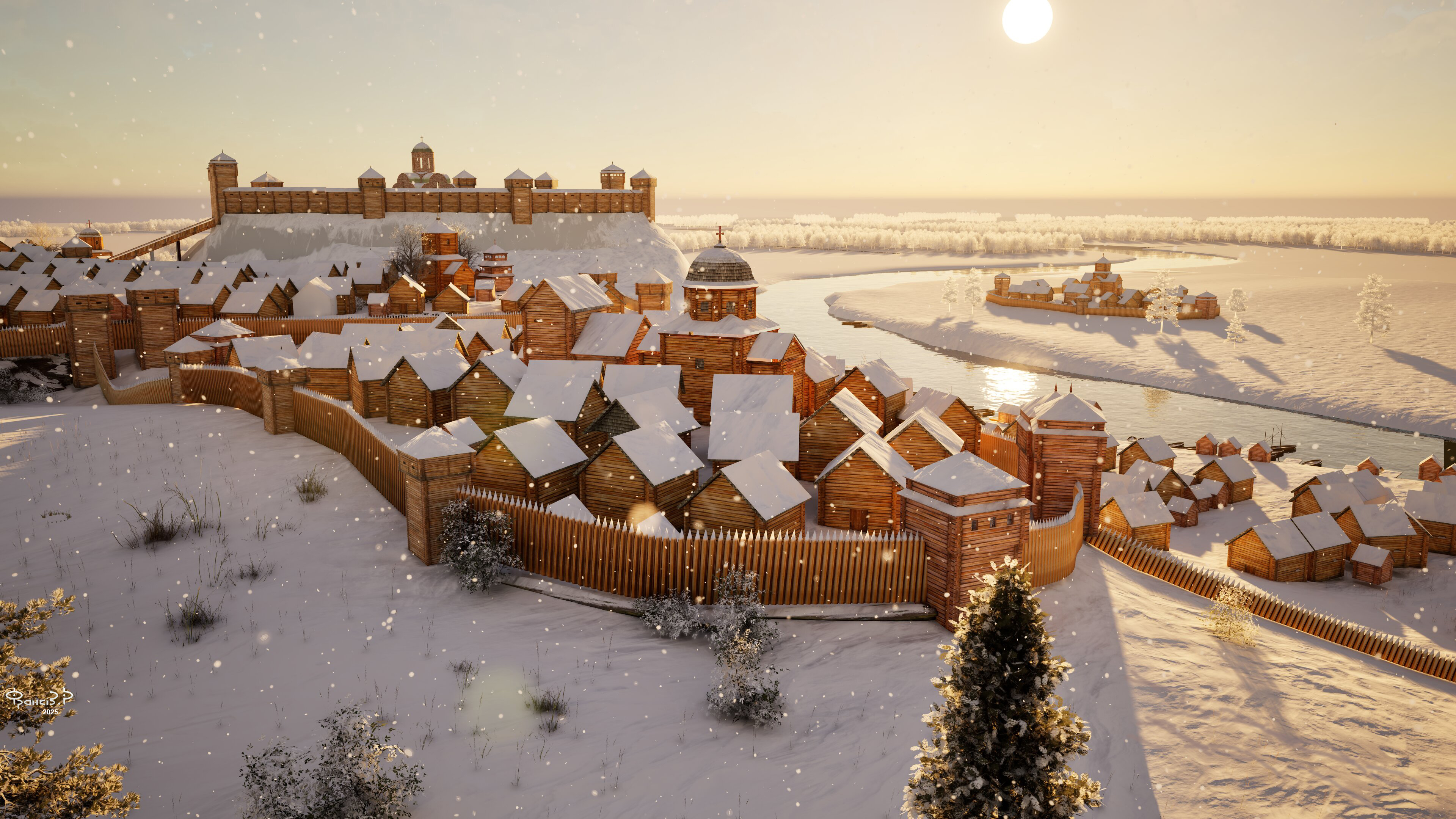
Панорама Дорогичина XIII ст. (реконструкція Р. Франківа)

На підставі комплексного дослідження та археологічних розкопок різних років стало можливим говорити про відносно правдоподібну реконструкцію загального вигляду Дорогичина княжої доби. Його ядро – дитинець на сьогодні практично не зберігся. Лише деякі його сліди виявлені на Замковій горі, де в д.п. ХІ ст. і виникло укріплене городище. Насьогодні збереглися північний фрагмент валів та частина майдану городища. Залишки рову добре збереглися з півночі – з боку міста. Найстаріші шари городища під час розкопок польськими археологами були датовані XI ст. На городищі знайдено поза іншим середньовічні, вкриті склом плитки, які свідчать про наявність мурованої будівлі. На підставі писемних джерел, можна припустити наявність православної церкви Богородиці та князівського палацу на Замковій горі. Й. Ярошевич вважав, що зазначена церква знаходилася при горі з боку місця, де зараз яр. З двох інших боків Замкової гори розлягалися болота.
На південно-західному схилі Замкової гори – найбільш пологому розвивалося відкрите поселення – посад або передгороддя (польські археологи називають його osada przygrodowa). Це поселення прилягало до дитинця з півночі та північного-сходу і було відділено від них ровом. Імовірно, воно становило одне ціле з розташованим трохи на схід т.з. Східним поселенням. Імовірно, для захисту посаду були викопані глибокі рови.
На площі Kościuszki, в її південно-східній частині також знайдено ранньосередньовічний цвинтар, початки якого сягають ХІІ-ХІІІ ст. Усього виявлено 49 поховань за типом тілопокладення. На жаль, частина цвинтаря зруйнована пізнішою людською активністю. Більшість поховань не мали жодного інвентарю. Всі добре збережені кістяки були орієнтовані по осі захід-схід головою на захід і покладені на спині. Значна частина поховань була виконана в дерев’яних трунах, які були зроблені без використання цвяхів чи інших кріплень. Виявлений цвинтар (на місці де зараз знаходиться церква св. Миколая) найімовірніше пов’язаний з другою, поряд з церквою Богородиці на дитинці) церквою Дорогичина.
Стаціонарні дослідження проведені в східному краї посаду – так званому «Східному поселенні» дозволяють визначити вік початку поселення зламом XI і XII ст. Окрім цього посаду існувало також так зване Західне поселення, відкрите, розташоване у підніжжя городища, безпосередньо над річкою. Була дуже добре вивчена при цьому лише східна частина, що розмивалася річкою. Дане поселення було заселене з ХІ ст. Більшість знайдених в Дорогичині свинцевих пломб пов’язані з так званим західним поселенням. Його локалізація безпосередньо біля річки у стоп детинця наводить на думку, що воно знаходилося біля гавані. В цьому ключі цікаві релікти дерев’яних будинків, що мають незвичайно великі розміри, приблизно 4 × 6 м з відсутніми в них очагами чи пічками, що є типовим для житлових хат. Всередині цих споруд також бракує звичайних побутових предметів, натомість знайдено металеві вироби, зокрема пластинки свинцю 6 × 5.5 см, фрагменти сталевого ножа, цвяхи кістяне шило, голка та фрагмент гребня та численні неідентифіковані об’єкти. У зв’язку з цим висунуто припущення, що це був припортовий склад.
Підгородові поселення прилягали до вищезгаданих частин міста. Одне з них існувало поблизу Західного поселення на терені комплексу єзуїтського костелу. Тут також знайдено сліди рову, який, напевне оточував поселення. Ще одне поселення знайдено на північ від посаду. Трете поселення знаходилося на протилежному березі Бугу на руській стороні в районі с. Гури (Góry). Останнє було більш детально розвідане археологами, проте результати цієї розвідки не були опрацьовані.
Просторова картина тогочасного міста доповнюється також археологічно не дослідженою Руською стороною та так званою Крамчевською гіркою (місце майбутнього православного Троїцького Нагірного монастиря).
Окрім виявленого на площі Kościuszki в ранньосередньовічному Дорогичині виявлені й інші цвинтарі. Це, зокрема плоский скелетний цвинтар, віддалений близько 0,8 км від так званого Західного поселення в районі сучасного парафіяльного цвинтаря. Дослідження, що охопили невеликий фрагмент цвинтаря відкрили 10 могил, які датуються від середини XII до середини XIII ст.
Більш складно було датувати цвинтарі з похованнями по обряду кремації і надгробними курганами, які виявлені на околицях Дорогичина близько 1,5 км на схід та північний схід від посаду. Деякі тутешні кургани відомі лише з архівних джерел і не збереглися до нашого часу. Наприкінці XIX ст. тут знаходилися три скупчення, що включали 4-5 могил і один окремий курган. В двох знайдених під час розкопок могилах відкрито могили з обрядом кремації. Один з курганів був датований XI ст. в об’єкт були вкопані більш пізні поховання, аж до сучасності. Курган з іншого місця походить з X або XI ст.

#### Торгівельно-ремісничий характер ранньосередньовічного Дорогичина

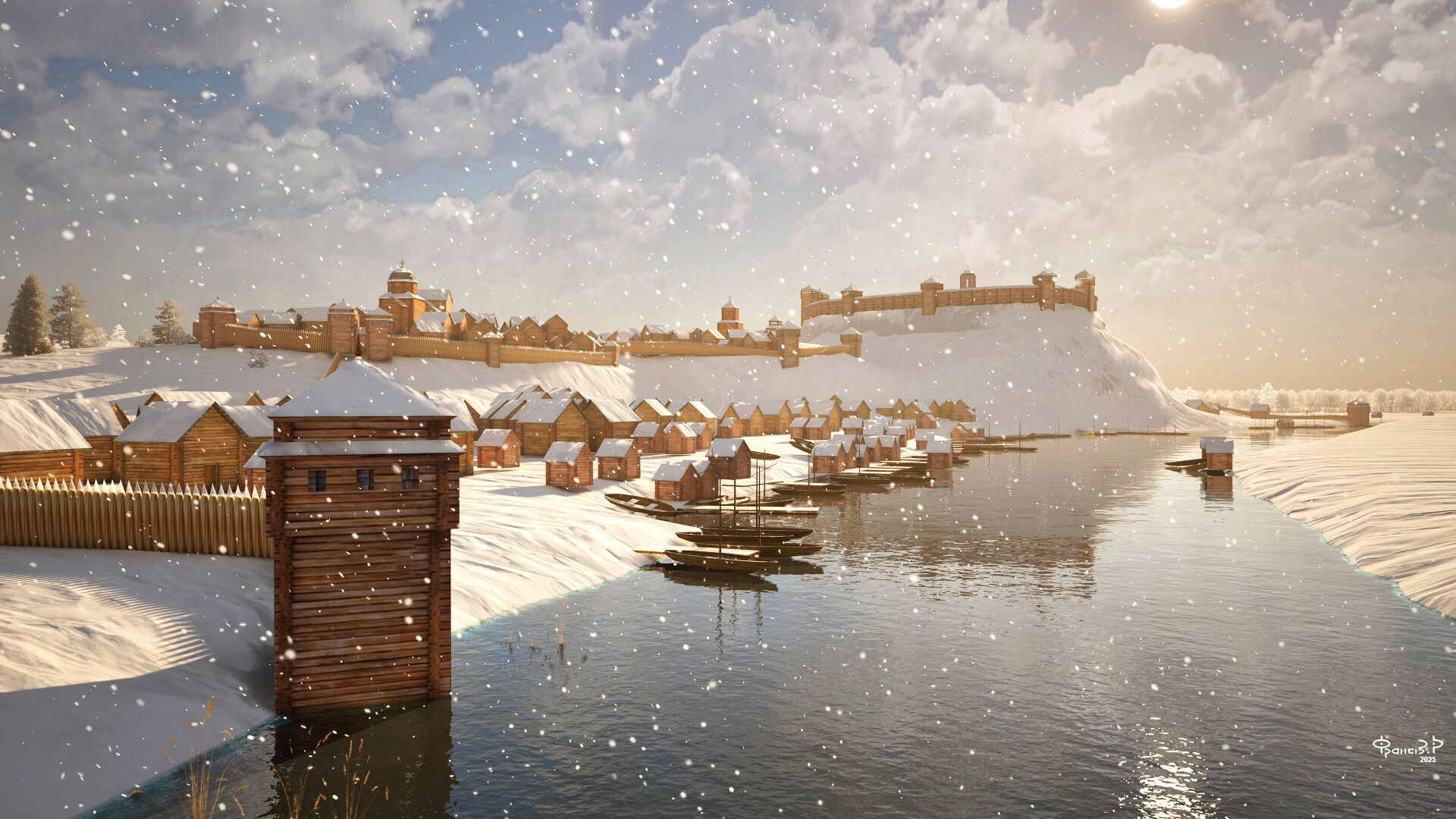
The port of the city of Dorohychyn in the second half of the 13th century. Visual reconstruction.

У XI—XIII століттях місто було одним із найбільших ремісничо-торгових і політичних центрів на західних окраїнах Київської Русі й Галицько-Волинського князівства. Населення міста в давньоруський час складало, імовірно, кілька тисяч осіб. Ми вже зазначали, що на розкопках городища було знайдено квадратні глазуровані плитки для стін, які окрім припущення про церкву, можуть також свідчити, що тут була садиба князя, чи його намісника. Проте реальна влада в місті завжди належала торговельній олігархії, яка вміла домовитися з поточним володарем.

Інколи боярська олігархія нахабніла і намагалася позбутися володаря. Так, коли Данило Романович 1241 р. повернувся до дому після марних спроб знайти допомогу проти монголів в Європі, боярство Дорогичина зачинило перед ним браму, як перед ворогом. Марно князь умовляв заколотників впустити його до міста:
«І прибув він до города Дорогичина, і захотів увійти в город, та було сповіщено йому: «Ти не ввійдеш у город». [І] він сказав: «Сей город був наш і отців наших, а ви не дозволили увійти в нього». І відійшов він, думаючи собі, що бог колись же вчинить одплату державцеві города того. І оддав його, [город, бог] у руки Данилу, і він, обновивши його, спорудив [тут] церкву прекрасну на честь святої Богородиці, і сказав: «Се город мій, бо я раніш здобув його списом».
Данило Романович заволодів Дорогичином та покарав боярських заколотників.
Вигідне розташування міста дозволяло контролювати торгівлю Русі зі світом через Гданськ. Під стінами міста пропливали торговельні кораблі, що з’єднували ринки Волзької Булгарії з Торунем та Прибалтикою. Це відгалуження Великого Шовкового шляху сполучало Європу з ринками Індії та Ірану. В Європу ним привозили мед, льон, хутра, волинське збіжжя, галицьку сіль, шиферні пряслиця, індійські тканини, прянощі, а також китайський шовк. До Азії ж цим шляхом натомість надходили європейські металеві вироби та бурштин. Дорогичин був важливим портом на шляху Балтійське море-Вісла-Буг-Дністер-Чорне море. Найімовірніше басейни Бугу та Дністра поєднувалися за допомогою волоків з Полтви – притоки Бугу до р. Зубри – притоки Дністра в районі сучасного Львова. Відгалуження цього шляху йшло через болгарські землі. Арабський історик Ал-Ідрісі згадує про руську управу в болгарському місті Шумені, через яку проходив обхідний (поза Угорщиною) сухопутний торговельний шлях до Константинополя. Значення цього шляху дуже посилилося після занепаду дніпровсько-чорноморського шляху, внаслідок монгольського погрому в Азії та захоплення Константинополя хрестоносцями 1204 р. Сам Дорогичин та навколишні землі мало постраждали від навали монголів. Отже володіння містом давало можливість збирати мито з жвавої торгівлі.
Підтвердженням активної торгівлі цього часу є тисячі маленьких підвісних свинцевих митних пломб. Свинцеві пломби в ХІІ-ХІІІ ст. виконували функцію підтвердження походження товару від певного продавця. Час їх використання збігається з безмонетним періодом в Русі в д.п. ХІ–ХІІІ ст. Найчастіше ці пломби привішували до хутра. У місті знайдено близько 16 тисяч свинцевих пломб XI—XIII століть з різними, переважно емблемними зображеннями (тризубів (зокрема, київських князів Олега Святославича, Всеволода Ярославича і Всеволода Олеговича), постатей святих, літер кириличної абетки, птахів та інших). Саме під час правління Всеволода Ольговича Літопис Руський вперше згадує Дорогичин. Пломби останнього переважають серед знайдених. Дослідники висунули кілька гіпотез про використання їх як товарних або митних знаків, привісних печаток, знаків вартості хутряних грошей.
Саме в Дорогичині проводилися процедури пов’язані з розпакуванням, перевіркою та накладанням мита на товари. В результаті тут знаходять багато зірваних торговельних пломб. Присутність на клеймах літер латинського алфавіту підтверджує участь в торгівлі купців з західних країн, які використовували латинський алфавіт. Дорогичинські пломби ж розповсюджені на значній території від Риги до Рязані та Булгара. В 2016 р. свинцеві торговельні пломби виявлені на Подолі на вул. Кирилівській, а в 2017 р. на території Києво-Печерської лаври.
Археологічно підтверджено розквіт у місті ремесла. Місцеві гончарі виробили навіть особливий тип дорогичинської кераміки. Це був місцевий тип кераміки, на формування якого, як вважають польські дослідники вплинули західні ремісники. Адже подібну кераміку виробляли в Великопольщі, на Куявах та Мазовії. Імовірно, саме цю кераміку мав на увазі польський археолог A. Buko, стверджуючи, що початки Дорогичина згідно археологічним дослідженням є мазовецькими. Численні керамічні, металеві та скляні артефакти натомість відбивають домінуючі культурні зв’язки з Волинню та іншими регіонами Русі. Поширене було ковальство, вироблення предметів з рогу і кістки, продукція дьогтю та ін.

Зокрема, тут 1954 р. знайдено унікальне кістяне руків’я ножа ХІІ ст., виготовлене з лопатки тура, на якому давньоруською мовою виведено напис:
«Ніж Єжка, а хто його вкраде проклятий Богом». 
Краєзнавець G. Rąkowski стверджує навіть, що це найстаріший у Польщі напис кирилицею. Він також описує численні знахідки зроблені на території Дорогичина, що відносяться до ранньосередньовічного часу. Це сліди плавки заліза, фрагменти кераміки, залізні вироби, руків’я меча ХІ ст. та фрагменти флаконів, в яких перевозилися східні аромати. Археологи визначають заможність мешканців міста, свідченням чого є багато срібних, бронзових та скляних прикрас, знайдених тут.
Знайдено також низку предметів пов’язаних з релігійним культом, зокрема хрестиків, зроблених з бронзи, олова та шиферу. Особливу увагу звертають енколпіони – великі хрести з двох частин, хрести з бронзи з літерами грецького альфабету, прикрашені білою або чорною емаллю. Тут також знайдено медальйон зі св. Юрієм.
Окрім торговельного, місто мало важливе військове значення. Воно стало другим після Берестя західним щитом Русі. Звідси вирушали походи руських князів на ятвягів. Так, 1198 рр. потужної поразки ятвязькому союзу племен завдав Роман Мстиславич. Літопис Руський під цим роком повідомляє, що Роман: «ходив на ятвягів мститися, бо вони воювали його волость».

#### Дорогичинський інцидент1238 р.
У польській історіографії закріпилася думка, що в ХІІ ст. Дорогичин належав Мазовецькому князівству. Грамотою від 3 березня 1237 мазовецький князь Конрад передав місто з околицею між Західним Бугом і річкою Нурою Добжинському ордену хрестоносців. Більшість істориків уважає, що Конрад перед цим справді володів Дорогичином; інші ж зазначають, що князь подарував лицарям те, чим не володів.
1238 року руські князі Данило й Василько Романовичі розбили Орден, взяли в полон їхнього магістра Бруно і відвоювали Дорогичин, який вважали своєю отчиною. Князі приєднали місто до Руської держави. 1241 р. Данило заснував тут Церкву Борогодиці, а 1253 року був коронований у ній папськими легатами як король руський. Після смерті Данила Дорогичин належав до володінь Шварна Даниловича, Лева Даниловича, Юрія Львовича.

#### Коронація Данила Романовича 1253 р.
1253 р. Данило Романович в Дорогичині коронувався на короля Русі. Ось як розповідає про це Галицько-Волинський літопис:
«У РІК 6763 [1255].У той же час прислав папа послів достойних, що принесли [Данилові] вінець, і скіпетр, і корону, які означають королівський сан, кажучи: «Сину! Прийми од нас вінець королівства». Він бо перед цим прислав [був] до нього біскупа веронського і каменецького 1 [Якова Браганца], кажучи йому: «Прийми вінець королівства». /413/ Але він, [Данило], у той час не прийняв був [вінця], сказавши: «Рать татарська не перестає. Зле вони живуть із нами. | То як можу я прийняти вінець без підмоги твоєї?»
Тим часом Опізо, [посол папський], прийшов 2, несучи вінець [і] обіцяючи: «Ти матимеш поміч од папи». Але він, [Данило], все одно не хотів, та умовила його мати його [Анна], і [князі лядські] Болеслав [Стидливий] та Сомовит, [син Кондрата], і бояри лядські, кажучи: «Прийняв би ти вінець, а ми [готові] єсмо на підмогу проти поганих».
Він, отож, прийняв вінець од бога, од церкви Святих апостолів, від престолу святого Петра, і від отця свого, папи [Ін]нокентія, і від усіх єпископів своїх. [Ін] нокентій же проклинав тих, що хулили віру грецьку православну, і збирався він собор учинити про істинну віру [і] про возз’єднання церкви.
Прийняв же Данило од бога вінець у городі Дорогичині, коли він ішов на війну [проти ятвягів] із сином Львом і з Сомовитом, князем лядським».
Не отримавши реальної допомоги, Данило відмовився від будь-яких поступок курії, та не впустив до своїх земель латинських місіонерів. Зважаючи на це дана коронація, яку часто романтизують сучасні патріотичні кола, не викликала суттєвих політичних наслідків.

#### Подальший розвиток Дорогичина приДанилі Романовичу
Вже на зламі XII i XIII ст. Дорогичин зазнав подальшої розбудови. Виділилось нове поселення на південному березі річки (майбутня Руська Сторона) та Східне поселення – Гори. В порівнянні з XI-вічним, зімкнутим, півкружним укладом, Дорогичин в XII i XIII ст. став концентричним осередком, пронизаний руслом річки, яка становило головну вісь міста.
В 1230-х рр. Данило Романович приєднав Дорогичин з Мельником до своїх галицько-холмських володінь, а Берестя та Більськ і надалі лишилися в складі західно-волинських володінь його брата Василька Романовича.

#### Дорогичин при Романовичах
Після смерті Данила Романовича, Дорогичин дістався його старшому сину Шварну. Про це свідчить Галицько-Волинський літопис:
«У РІК 6776 [1268] 1. А після цього, коли княжив Войшелк у Литві і Шварно, і рушила литва на Ляхів воювати проти Болеслава [Стидливого], князя [лядського], і йшли вони мимо Дорогичина, то слуги Шварнові теж пішли з ними. І пустошили вони навколо [города] Скаришева, і навколо Визлжі, і Торжка, і взяли здобичі багато».
Більша частина ще нещодавно могутнього великого князівства Романовичів після смерті Шварна, зосередилась в руках Лева, старшого сина Данила і його сина Юрія Львовича. Адже Лев Данилович негайно заволодів усім належним Шварнові Побужжям і віддав його своєму сину Юрію разом з важливими містами: Холмом, Червенем, Белзом, Мельником та Дорогичином. Під владу Лева потрапили також городища порубіжної з Польщею лінії вздовж прикордонної р. Вепр. Західно-волинські землі, зокрема прилегла Берестейщина з Більськом, лишилися за сином Василька – Володимиром.
Поки войовничий Лева намагався захопити сусідні землі, литовці атакують його вотчини, зокрема Дорогичин. 1274 р. литовський князь Тройден, легковажно поставився до угоди з Левом і як розповідає Галицько-Волинський літопис:

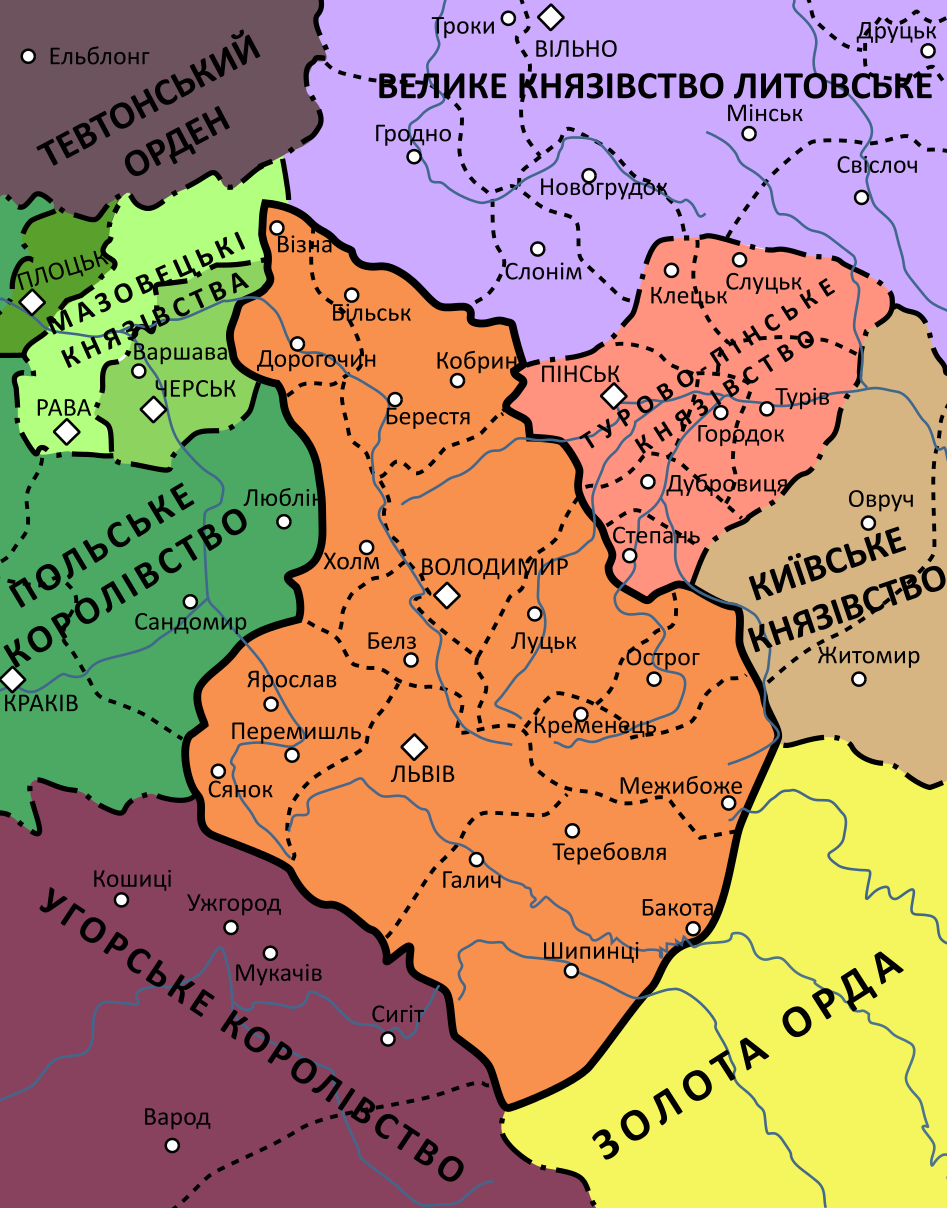
Галицько-Волинська держава за правління Юрія ІІ (1323—1340). До неї входив і Дорогичин

«Після цього | ж Тройден, забувши приязнь Львову [і] пославши городнян, звелів узяти Дорогичин. А з ними ж був [воєвода] Трид, і сей знав про город, як можна [його] взяти. І, виступивши вночі, взяли вони тоді його, [Дорогичин], на самий Великдень, і перебили їх, [городян], усіх од малого і до великого.»
«Коли ж почув се Лев, то опечалився він сим вельми. І став він промишляти [про помсту], і послав у Татари [послів] до великого цесаря Менгу-Тімура 1, просячи собі підмоги в нього проти Литви. Менгу-Тімур дав, отож, йому військо, і Ягурчина з ними, воєводу, і задніпровських князів усіх дав йому на поміч — Романа [Михайловича] /429/ брянського із сином Олегом, і Гліба [Ростиславича] 2, князя смоленського, І багато інших князів, бо тоді всі князі були у волі в татарській».

У відповідь на це в кінці того ж року Лев організував великий похід коаліції князів проти литовців. Проте через брак узгодження своїх дій з союзниками Лев залишився один і не досягнув успіху. Дорогичин після нападу відновився і залишався у володінні Лева. Про це свідчить остатня згадка про місто в Галицько-Волинському літописі:
«У РІК 6796 [1288]. Коли ж після цього минуло декілька днів, [то] прислав Юрій Львович посла свого до стрия свого князя Володимира, кажучи йому: «Господине, стрию мій! Бог відає і ти, як я тобі служив єсмь зо всею правдою своєю. Я мав тебе єсмь за отця собі. Пожаліти б тобі мене за службу, бо нині, господине, отець мій прислав до мене. Однімає він у мене городи, що мені був дав,— Белз, і Червен, і Холм,— а велить мені бути в Дорогичині і в Мельниці. Тож б’ю я чолом І богові і тобі, стриєві своєму: дай мені, господине, Берестій, і то б мені разом було».
Отже, Галицько-Волинський літопис свідчить, що князь Лев розпоряджався Дорогичином та Мельником як своїми, посилаючи туди сина. В той же час Юрій Львович хотів багатше Берестя, яке Володимир Василькович передчуваючи свою смерть разом з іншими своїми територіями заповів своєму двоюрідному брату Мстиславу Даниловичу. Тож Володимир Василькович відмовив Юрію Львовичу. Юрій, як свідчить літопис, при допомозі деяких берестян на якийсь час таки зайняв Берестя. Проте згодом втік у свій Дорогичин. Про це свідчить Галицько-Волинський літопис:
«Мстислав тоді поїхав до Берестія. І коли їхав він до города, то зустріли його городяни з хрестами, од малого і до великого, і прийняли його з радістю великою, свого володаря. Берестяни ж, призвідці коромоли, утекли вслід за Юрієм до Дорогичина, бо цілував він їм хреста на цім: «Не видам я вас стриєві своєму». Мстислав же, перебувши кілька днів у Берестії, поїхав до Каменця і до Більська, і раді були йому всі люди. Давши лад людям, посадив він залогу в Більську і в Каменці, і приїхав у Берестій».
Після смерті Мстислава Даниловича волинські землі з осередками в Луцьку, Володимирі, Бересті, Мельнику і Дорогичині прийняв Юрій Львович, одружений з Еуфемією, сестрою польського володаря Владислава Локетка. Коли в 1308 р. і він помер, Локтек забезпечив землі для своїх племінників Лева та Андрія Юрійовичів. Перед 1323 р. обидва брати померли. На володаря об’єднаних Галицько-Волинських земель обрано Болеслава Тройденовича – Пяста і їх племінника. Дорогичин залишався в кордонах Галицько-Волинської держави, імовірно аж до її падіння в 1340 р.

### Литовсько-польська доба. XIV—XVIIIст.

#### Політична приналежність Дорогичина
Після смерті Болеслава Тройденовича у 1340 р. за Підляшшя і Волинь почали тривалу боротьбу литовці та мазовшани. Спочатку цю територію зайняли певно мазовецькі князі, адже для 1342 р. в джерелах згадується мазовецький намісник в Дорогичині, Jan Dobrogostowic. Не відомо, коли литовський князь Кейстут опанував Дорогичинську землю. Без сумнівів належала до нього в 1366 р., як виникає з трактату між королем Польщі Казиміром Великим та великим князем Литовським Ольгердом. 1382 р., під час усобиць у Литві, пов’язаних зі змаганнями за трон великого князя між Ягайлом та Вітовтом, Дорогичинську землю зайняв мазовецький князь Януш, який втратив її вже весною наступного року. 1389 r. Ця земля була забрана у Вітовта, що було покаранням від Ягайли за бунт та пробу здобуття Вільнюса. Роком пізніше король передав Дорогичин разом з сусідніми городищами мазовецькому князю Янушу І. Імовірно 1404 чи 1405 р. Дорогичинську землю повернув для Литви і себе Вітовт. Вітовт привів на поле битви під Грюнвальдом у 1410 р. і дорогичинську хоругву. У 1429 р. Вітовт утворив війтівство у Дорогичині.
Після відносно сприятливого періоду для поселення у Х-ХІІІ ст., на Підляшшя прийшов час виснажливих воєн. Це призвело до припинення життя на довгий час в поселеннях на Верхній Нарві і назавжди у верхній частині суч. Біловезької та Ладської Пущі. Старе руське населення на Підляшші утрималося переважно в околицях найбільших міст – Дорогичина, Більська, Бранська та Суража, що визначали майбутню межу руського та мазовецького ареалів в наступних XIV-XV ст. На захід і північ від цих пунктів натомість простягалися пустки.
У складі Великого князівства Литовського вона залишалася аж до Люблінської унії 1569 р., з перервою у 1440-1444 рр., коли її зайняв мазовецький князь Болеслав IV.  Дорогичин в складі ВКЛ  входив спочатку до складу Троцького воєводства, а згодом — до Підляського.
Умови для відновлення колонізації Підляшшя виникли лише на зламі XIV-XV ст., коли трохи згасли збройні конфлікти. Князь Януш І Мазовецький у 1391 р., отримавши на деякий час Дорогичинську землю, розпочав селити тут дрібну шляхту з Мазовії. Посуваючись на схід, ці поселенці з’єдналися з давніми поселеннями руських селян. Тому вже в XV ст. східний кордон мазовецького поселення між Бугом та Нарвою було усталено на лінії, яку визначили дрібношляхетські села – Фалькі-Філіпи, Варпехи, Невіно Старе, Малиново, Лубін, Петриково-Криковоколи, Малевіце, Вершень-Великий, Красевиче, Коженівка, Сади та Вежхуца. Невелика кількість мазовецької шляхти оселилася також поблизу Суража. Мазовецькі селяни селилися тільки в селах над Бугом та Нижнім Нурцем до Вежхуци.
В околицях Дорогичина також продовжувалося осідання мазовецького населення. Краєзнавець G. Rąkowski навіть зазначає, що мешканці Руської Сторони Дорогичина є нащадками русинів з Волині, які пересуваючись вздовж долини Бугу, заселяли його береги. При цьому на правому березі русини затрималися перед Дорогичином, де далі мешкали мазовшани, в той же час на лівому березі пішли далі. Внаслідок цього, згідно до цього автора, правобережний Дорогичин був мазовецький, а лівобережний – руський. Імовірно, це спрощення, а такий розподіл людності, наскільки він дійсно мав місце, може бути пізнішим і пов’язаним з соціальними причинами розселення різних верств містичів.
1443 р. за Дорогичин ледь не спалахнула війна між польським королем та великим князем Литовським Казимиром Ягеллончиком та Болеславом IV Мазовецьким. Однак, Болеслав відступив місто за 6 тис кіп празьких грошей Ягеллончику. Зважаючи на це, Дорогичин в XV ст. остаточно стає частиною Великого князівства Литовського. В 1498 р. Олександр Ягелончик надав Дорогичину Магдебурзьке право. У привілеї на Магдебурзьке право згадано Дорогичин Ляцький на північному березі Бугу i Дорогичин Руський на південному березі. Русини, поляки та литвини були зрівняні в правах. Місто отримало широкі торговельні права та право на чотири ярмарки на рік.
Головні міста на території Північного Підляшшя виросли з поселень біля руських городищ ХІ-ХІІ ст. Так виникли пізньо-середньовічні міста Дорогичин, Більськ, Мельник, Сураж, Нарва і  Бранськ.1498 року великий князь литовський Олександр І надав Дорогичину права міського самоврядування. У місті постала ратуша, міськи суд, ринки. На схід від історичного ядра вже в XV ст. також функціонував Троїцький православний Нагірний монастир, який мав Успенську, Троїцьку та Варваринську церкви.
Від 1520 року Дорогичин став центром Підляського воєводства, а 1569 року, внаслідок укладання Люблінської унії, перейшов від Литви до складу Польської Корони. Загалом, XVI ст. було епохою найбільшого розквіту міста. Наприкінці XVI ст. Дорогичин нараховував близько 2 тис. мешканців.  Найдавнішою збереженою пам’яткою східного релігійного обряду в Дорогичині є ікона, яка зберігається в сучасній церкві св. Миколая: «Дрогичинська Божа Матір», XVI ст.

#### Топографія пізньосередньовчного Дорогичина
У XVI ст. центральним пунктом Дорогичина був дерев’яний оборонний замок на Замковій горі, розташований над багатометровим урвищем річки, відділений від міста ярами. Від замку розходилися лінії, які визначали променистий уклад вулиць i трапецієподібні абриси Ринку. Боки Ринку замикали сакральні об’єкти. Центральне положення на Ринку займала ратуша. Згідно локаційному привілею 1498 р. Олександра Ягеллончика на Ринку розташовувалися різня, суконні ряди, лазня, місце витоплення воску, міська вага та ратуша.
Наразі до кінця не зрозуміла точна локалізація Ринку, так як пізніші просторові зміни міста замаскували його локалізацію. ВІн міг знаходитися. як в північній, так і пвіденній частині сучасної площі Kościuszki. Відкрита в 2006 р. вулична вимостка, імовірно, маркує перебіг широкої вулиці від Ринку до монастиря францисканців, біля якого розвивався один з дорогичинських цвинтарів.

#### Життя міста в XVII ст.

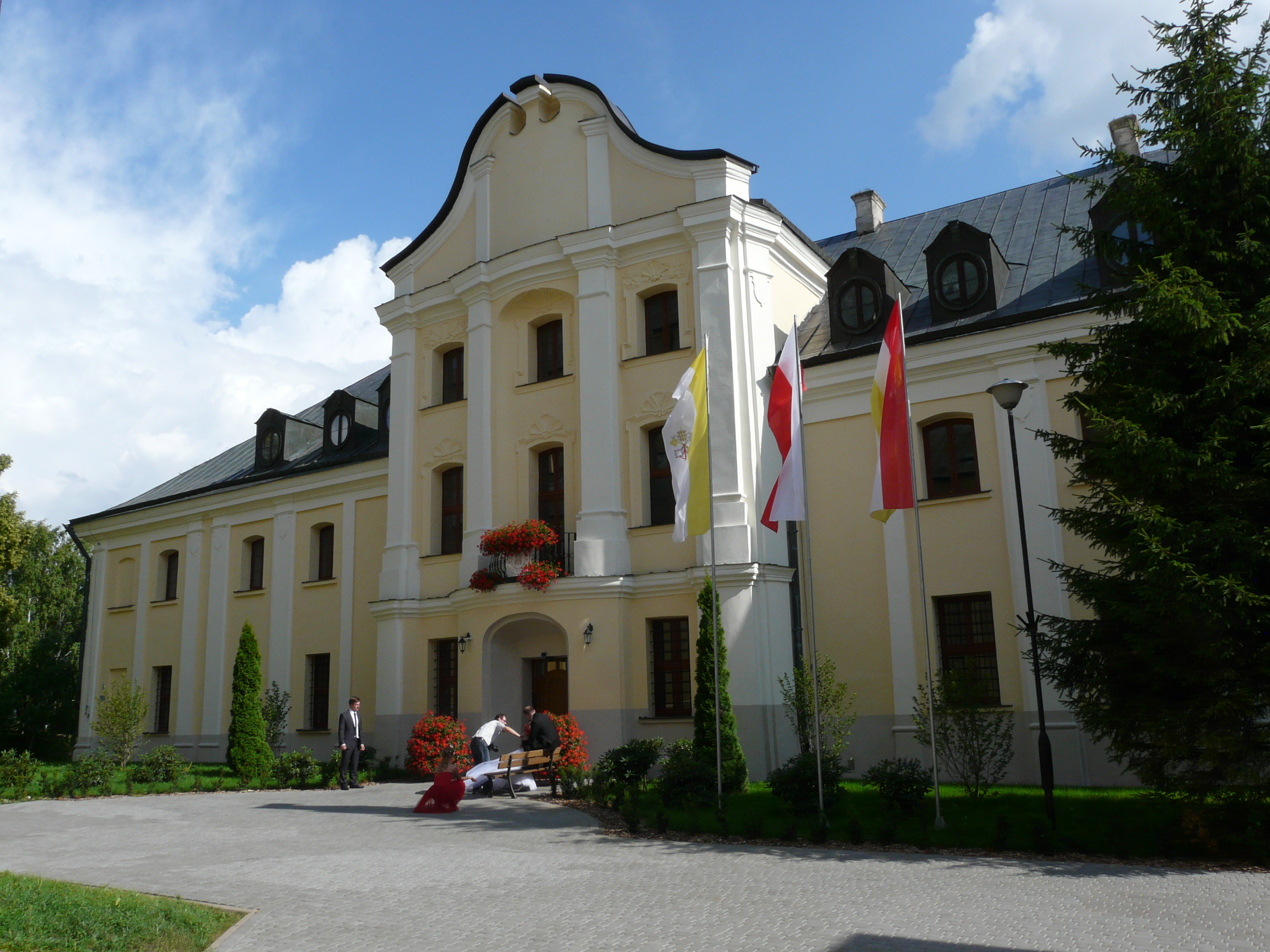
Дорогичнська вища духовна семінарія (колишній єзуїтський колегіум 1747 р.)

Дорогочинська земля у складі Підляського воєводства Великого князівства Литовського після адміністративної реформи 1565—1566 років.

XVII ст. було часом розквіту Дорогочина. Він був центром влади і адміністрації, продовжував бути важливим торговельним осередком. Цьому сприяло положення на перехрещенні двох тогочасних торговельних шляхів: з Москви та Литви до Варшави і далі Західної Європи, а також з Русі та Пруссії до Балтики. Важливу комунікаційну артерію продовжував становити собою Буг. Два рази на рік флісаки сплавляли ним і Віслою товари до Гданська з Волині та Русі. Назад вони поверталися вздовж річки наземною трасою з товарами, які закупили на Помор’ї. В Дорогичині існував в цей час міст і річковий порт для сільськогосподарської продукції, а також митна комора та численні корчми, які обслуговували купців та подорожніх. Місто мало багато млинів, було осередком торгівлі воском, солю та лісовими товарами. Додаткові торговельні привілеї місто отримало від Сигізмунда Августа (в 1554 р.) та Стефана Баторія. В 1580 р. Дорогичин мав 320 будинків і 2 тис. мешканців (стільки скільки зараз). У 1-й половині XVII ст. в Дорогичині було 8 церков — 3 римо-католицькі, 5 греко-католицьких і православних, а також 4 монастирі, з яких два були католицькими: францисканський і бенедиктинський. У місті працювали шпиталь, аптека і школа. У XVI – XVIII ст. місто мало порт на Бугу. Біля нього напевне розташовувалися зерносховища і тут збиралося водне мито з суден та плотів, що пропливали в напрямку Гданська. До порту колись вела досить густо забудована вулиця, але сьогодні це лише дорога серед незабудованих парцел.
20-ті роки XVII ст. принесли початок демографічної та господарської кризи для міста. Розвиток Дорогичина перевав шведський потоп: в 1656 р. місто було пограбоване союзними до поляків татарами. 1657 р. союзні шведам війська трансільванського воєводи Юрія ІІ Ракоці захопили і сплюндрували місто. 1660 року його добили москалі під командуванням Івана Хованського, які винищили понад половину (68 %) мешканців Дорогичина, лишивши 80 будинків із 380. Внаслідок воєн та епідемій кількість мешканців в 70-х рр. XVII ст. скоротилася до близько 700.

#### Дорогичин у XVIII ст.
В 1795 р., в результаті третього поділу Польщі через місто по Бугу пройшов кордон двох заборів що розділило місто на дві частини: правобережну, північну (Ляцьку Сторону – сучасне місто), яке відійшло Прусського королівства (з 1807 р. до Російської Імперії) і лівобережну, південну (Руську Сторону, яка належала до Австрії, а з 1815 р. до Конгресового польського королівства). Це призвело, зокрема до занепаду та знелюднення Руської Сторони впродовж XIX ст.
У XVIII ст. Дорогичин поступово відновився. Сучасні костели та кляштори Дорогичина були відбудовані чи збудовані лише у XVIII ст. в нових барокових шатах. З будівництвом монастирського комплексу (з 1709 р.) та єзуїтського колегіуму (1746–1751 рр.) було запроваджено нову організацію міського простору. Ринкова площа набула сучасних більших розмірів та трапеце-подібних абрисів. При цьому була окреслена сучасна вул. Kościelna, яка стала пізньо-бароковою композиційною віссю міста, поєднуючи новий більший Ринок з комплексом кляштору єзуїтів. Зважаючи на вказані інвестиції та побудову практично в один час цегляних костелів францисканців, бенедиктинок, а також василіанського монастиря (поблизу сучасної церкви св. Миколая – тоді церкви св. Трійці) в південній частині нового ринку, Дорогичин набув дещо нового значення. Він став не тільки релігійним центром, проте прославився і своїми добрими школами. Зокрема, тут зсновані францисканська і єзуїтська школи. Остання була перетворена на Дорогичинський єзуїтський колегіум в 1747 році. Відомий на Підляшші єзуїтський колегіум виховував на одному курсі понад 200 учнів.
На Руській Стороні існувала мережа вулиць: Lubielska (вела в напрямку Любліна та мала продовження на Ляцькій Стороні), Warszawska, Kolaczewska, Szeroka (імовірно тут був давній Ринок Руської сторони) та дорога до вул. Szerokiej.
Над самим Бугом на Ляцькій Стороні, імовірно, знаходилися дві церкви: Преображенська i Георгіївська, а також каплиця св. Параскеви. На Руській Стороні Дорогичина існувала церква св. Спаса, при якій був збудований монастир. Монастир заснували монахи з Київсько-Печерської лаври. Тут функціонувало церковне братство. На схід від історичного ядра вже в XV ст. також функціонував Троїцький православний Нагірний монастир, який мав Успенську, Троїцьку та Варваринську церкви. Дерев’яну церкву Анастасії з Руської Сторони перенесли до Троїцького православного Нагірного монастиря.

### Новітній час
1805 р. Руська Сторона Дорогичина повністю згоріла, і від тої пожежі вже не відновилася.  У 1811 р. з-за катастрофічної повені на Бузі Спаський монастир зачинили, а церкву Спаса на Руській Стороні розібрали. Це була цегляна побілена церква. У 1863 р. лівобережному Дорогичину відібрано міські права і замінено його на село з назвою Руська Сторона. До нашого часу Руська Сторона – колись інтегральна частина Дорогичина збереглася як напів-вимерлий присілок з кількома дворами.
Під час панування Росії один з костелів Дорогичина (за описом, що знаходився на боку, готичний, імовірно єзуїтів) було перероблено в церкву, влаштувавши на ньому бані. В приміщеннях же скасованого кляштору бенедиктинок було натомість зроблено спробу відкрити православний жіночий монастир. У 2 пол. ХІХ ст. продовжувався сплав товарів Бугом, існувала й далі професія флісаків.
XX ст. не викликало в Дорогичині притоку людей – урбанізації, яку зумовлював в інших містах розвиток промисловості. Мережа вулиць та кварталів не була тут змінена розміщенням промислових закладів чи будівництвом прибуткових будинків. Саме тому Дорогичин є винятковим прикладом середньовічного просторового планування, збережений до нашого часу.
До 1918 р. правобережний Дорогичин і околиці відносилися до Більського повіту Городненської губернії. До значних етнічних змін призвела на Підляшші Перша світова війна. Великого удару русинам Підляшшя завдала акція примусового переселення – т.з «евакуації» православної людності, яку вчинив російський імперський уряд під час відступу з Підляшшя російської армії в 1915 р. З одного тільки Дорогичина було «евакуйовано» 200 чоловік. Нові окупанти ставилися до українців по різному. Якщо в Холмщині австріяки в усьому сприяли полякам, то на Південному Підляшші німецьке командування погодилася на українську організаційну працю серед нечисленних православних, які залишилися та калакутів (тих хто перейшов на католицизм). На Північному Підляшші (де розташовано Дорогичин), імовірно, праця українських організацій також відчувалася.
Згідно умов Берестейського миру від 9 лютого 1918 р. між УНР і державами Четверного блоку відбувся поділ Підляшшя. Берестейщина (південні повіти Гродненської губернії) Холмщина і Південне Підляшшя (з Білою) визнавалися територією незалежної української держави – УНР. Натомість Північне Підляшшя з Дорогичином відходило до Польщі. У березні 1918 року Михайло Грушевський, виступаючи перед Українською Центральною Радою з нагоди підписання Берестейського миру, нагадав: «Дорогичин, один з наших історичних городів, у якому коронувався король Данило», — після чого визнав, що, за умовами цього миру, Дорогичин не ввійшов до складу УНР.
Північне Підляшшя з Дорогичином увійшло до складу Білостоцького воєводства Польщі. На Північному Підляшші в цей час нараховувалось понад 60 тис. українського населення, окрім того ще близько 30 тис. осіб повернулося з біженства після 1921 р. З 200 евакуйованих до Дорогичина лише 50 людей повернулося разом з священиком Назарієм Віташинським. Його рід походив з Білорусі. Ті, хто повернувся відновили православні традиції в тоді вже польському Дорогичині. В цей час на території Троїцького православного Нагірного монастиря залишалася лише дерев’яна церква св. Варвари. На свята св. Варвари та св. Духа в Дорогичині відбувалися хресні ходи. На північному Підляшші також існували деякі прояви українського національного життя, наприклад структури українського «Сільробу».
Після 17 вересня 1939 р. ОУН-івці на Підляшші намагалися укласти тактичний союз з українськими комуністами з КПЗУ з метою опанування Дорогичина. Проте остаточно від цього плану відмовилися, через його нереальність.
В 1939 р. по Бугу пройшов кордон Радянського Союзу та Німеччини. Ляцька Сторона Дорогичина увійшла до складу Білоруської СРСР. При цьому Берестейщина та українська частина Підляшшя офіційно вважалися Білоруссю, а їх мешканці білорусами. Так виник так званий Білостоцький виступ. Це фатально позначилося на забудові Ляцької Сторони. Навесні 1940 р. комендант радянської прикордонної служби в Дорогчині – капітан Шостаков зібрав місцевих мешканців та повідомив, що всі будинки, які знаходяться у 800 м від кордону мають бути розібрані та перенесені в інше місце. Забудова, що знаходилася в прифронтовій смузі перешкоджала спостерігати за протилежною стороною річки. Так зникло дві старі церкви, зокрема розібрали старовинну Варваринську церкву. Наразі на її місці, на приватному подвір’ї (Подвір’я Сіткевичів) стоїть хрест. Також зникла оригінальна забудова Ринку. Дорогичинські костели було пограбовано і вони стояли з вибитими вікнами. Радянська сторона не маючи довіри до свого націонал-соціалістичного союзника, укріплювала кордон. На березі Бугу зводилися нові, значно більші за попередні радянські ДОТ-и, в конструкції яких було враховано досвід польських укріплень на кордоні 1930-х рр., які червоноармійцям довелося здобувати в вересні 1939 р. Ці ДОТ-и входили до нового Берестейського укріпленого району. В районі Дорогичина оборону займав 16-й окремий кулеметно-артилерійський батальйон, який налічував 350-400 чоловік. Він мав на озброєнні 76 та 45-ти мм гармати, кулемети Максима та Дегтярьова. Місто було пограбовано, багато споруд розібрано. З єзуїтського монастиря вивезли усі стародруки. При цьому з бібліотеки що до 1939 р. налічувала 1000 томів залишився єдиний фоліант. Радянські війська у Дорогичині були застигнуті зненацька.  Вранці 22 червня 1941 р. тільки окремі ДОТи: в районі Сім’ятичів, і на відрізку 16-го батальйону поміж с. Крупиця та Путковиці чинили опір німцям. Проте вони звичайно ж не могли затримати просування вермахту. Більшість з ДОТ було залишено без бою, а все угруповання радянських військ, яке знаходилося в Білостоцькому виступі, потрапило в оточення.
Під час Другої світової війни сталінським керівництвом було прийнято рішення віддати Дорогичин і Підляшшя Польщі. Проте, на щастя Північного Підляшшя не торкнулася ганебна операція «Вісла». Тутешнє населення просто вважали непричетними до УПА та українства білорусами.

## Населення
Станом на 10 вересня 1921 року в містечку налічувалося 289 будинків та 1972 мешканці, з них: 971 чоловік та 1001 жінка; 950 римо-католиків, 814 юдеїв, 207 православних та 1 євангельський християнин; 1165 поляків, 687 євреїв, 114 білорусів, 3 «інтернаціоналіста», 1 українець (русин), 1 фін та 1 росіянин.
Демографічна структура станом на 31 березня 2011 року:
|          | Загалом | Допрацездатний вік | Працездатний вік | Постпрацездатний вік |
| -------- | ------- | ------------------ | ---------------- | -------------------- |
| Чоловіки | 1047    | 196                | 720              | 131                  |
| Жінки    | 1106    | 171                | 656              | 279                  |
| Разом    | 2153    | 367                | 1376             | 410                  |

## Освіта
- Дорогичинська вища духовна семінарія — католицький заклад з 1951 р. розташований у будівлі колишнього єзуїтського колегіуму.

## Релігія
Дорогичин — центр Дорогичинської діоцезії Білостоцької митрополії Католицької церкви в Польщі від 1991 року.

### Храми
- Дорогичинський собор, або костел Пресвятої Трійці — римо-католицький катедральний собор, колишня єзуїтська церква 1696—1709 рр. В криптах цього костелу спочивають і фундатори Дорогичинської церкви св. Трійці (сучасної церкви св. Миколая) – онучка Дорогчинського каштеляна Констанція з Кучинських та її чоловік Якуб Цецерський.
- Костелвсіх святих — римо-католицька, парафіяльна.
- Костел Внебовзяття — римо-католицька, ордену францисканців.
- Церква святого Миколая — православна, колишня греко-католицька (XVIII ст.); належить Польській православній церкві. Сучасна церква св. Миколая – наймолодша з храмів Дорогичина. Її почали будувати в 1763 р. Закінчили будівництво 1798 р. василіани. Церква була посвячена св. Трійці. Василіани володіли нею 20 років. Поблизу знаходився василіанський монастир. Фундатором цього монастиря був дрогичинський підстолій Якуб Цецерський і його дружина Констанція з Кучинських, а також їх родичі Хадзинські. З 1806 р. церква св. Трійці діяла як парафіяльна. В 1826 р. у зв’язку з браком монахів, будинок монастиря та церкву переказано парафіяльним священникам. В 1839 р. разом з ліквідацією унії в Російській Імперії, ця церква була переведена у православ'я і отримала сучасну посвяту. В 1848 р. вона була перебудована в стилі класицизм. В другій половині ХІХ ст. будівля колишнього василіанського монастиря була розібрана[8][26].

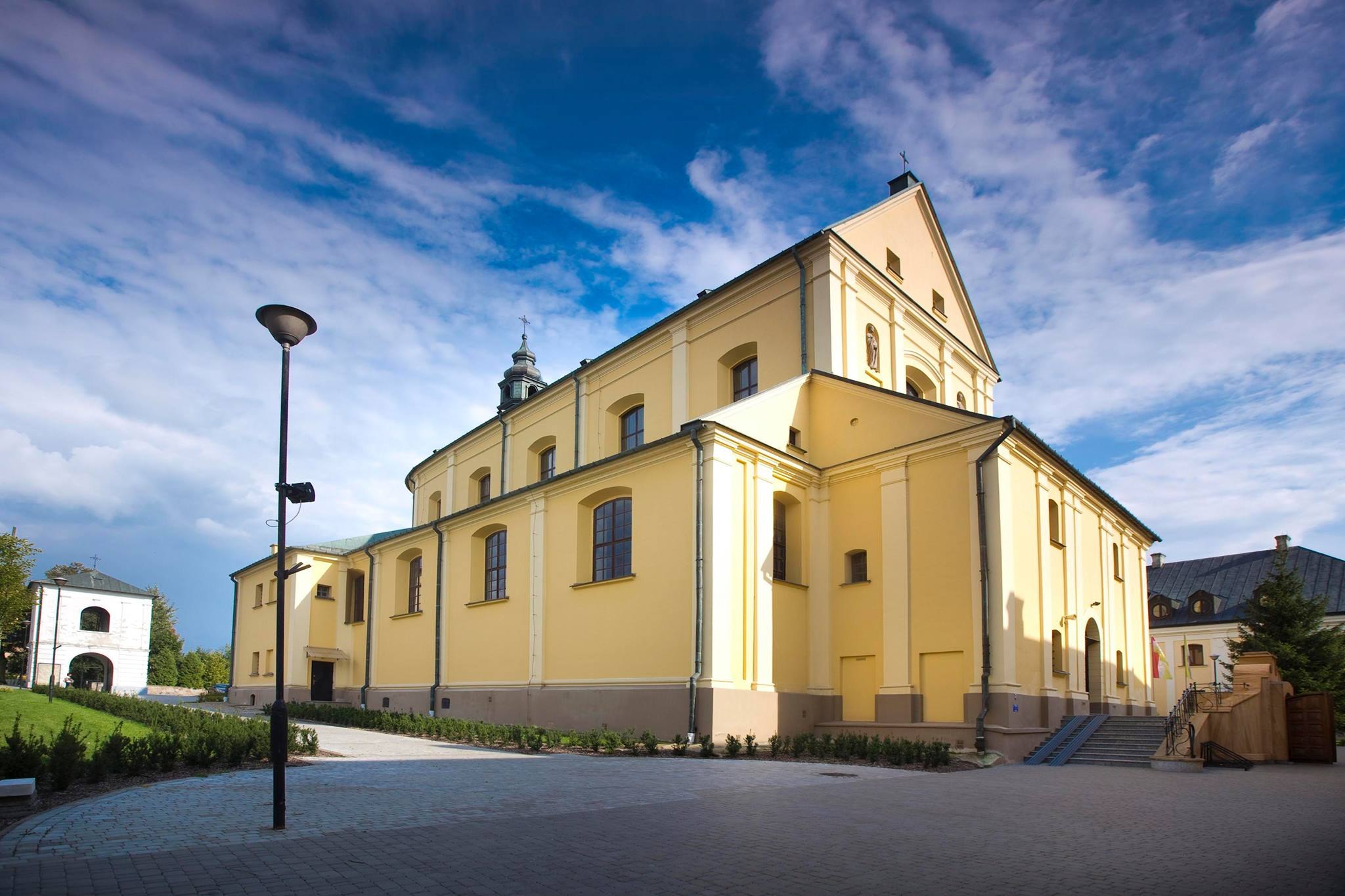
Пресвятої Трійці
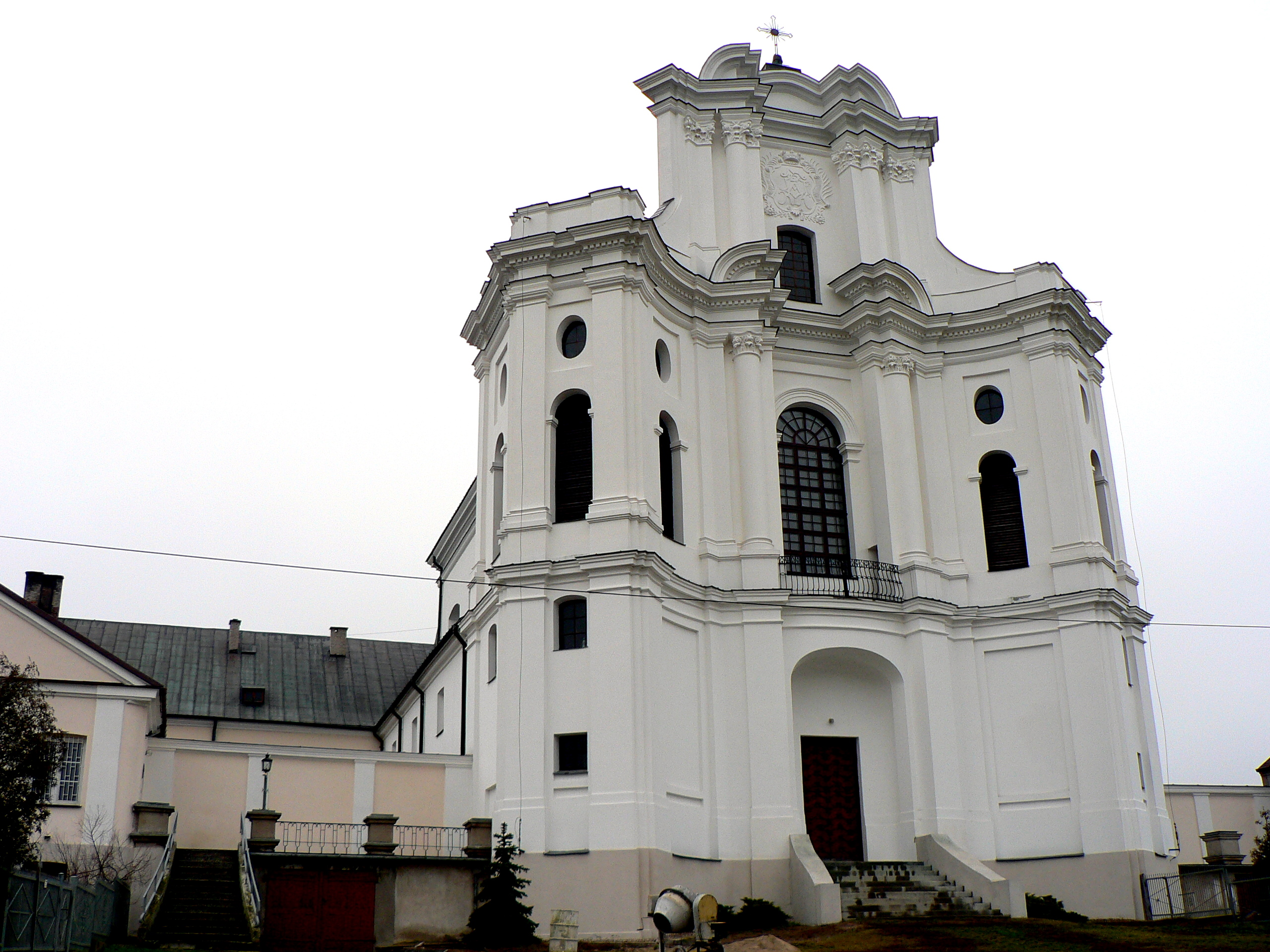
Всіх святих
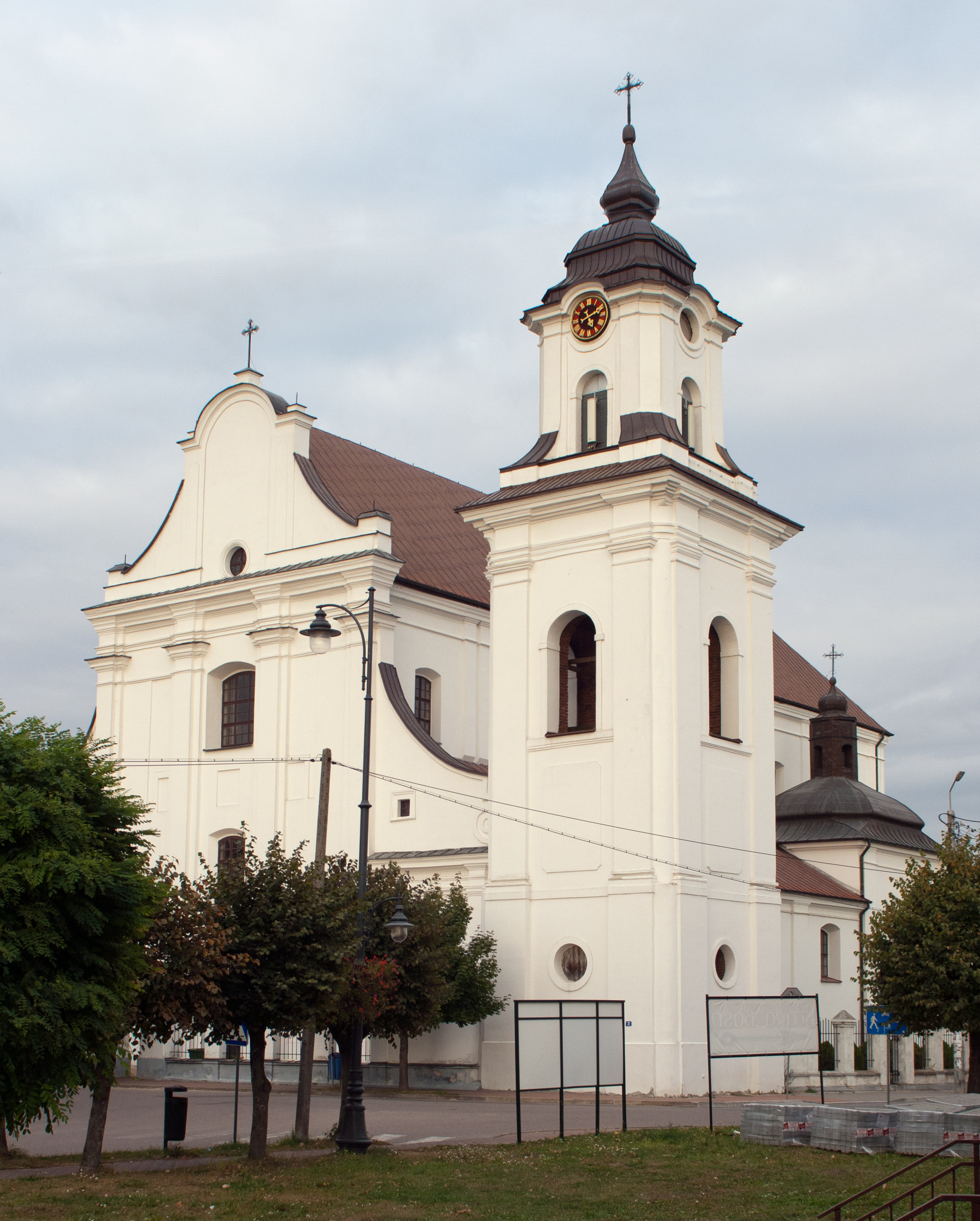
Внебовзяття
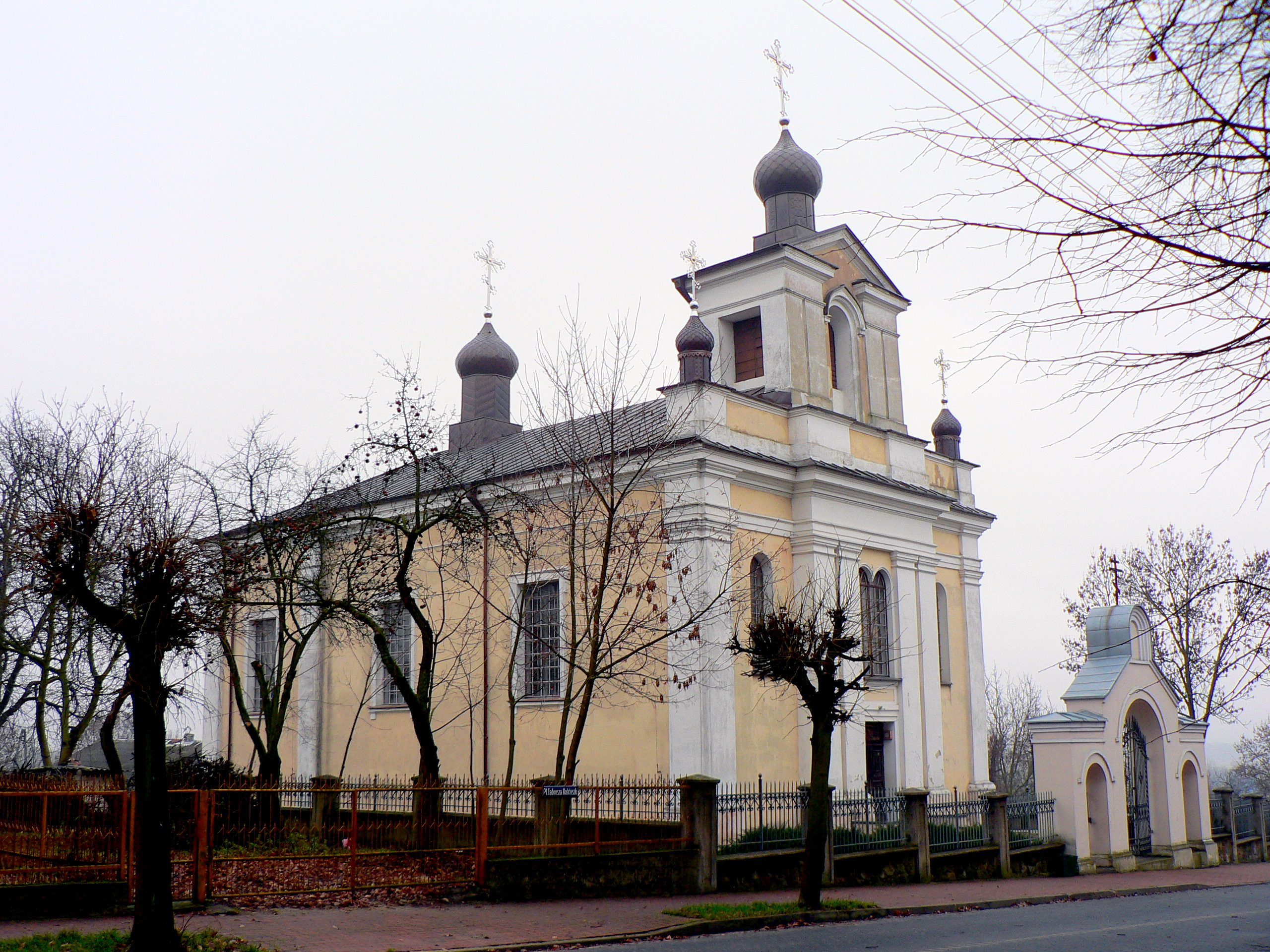
Святого Миколая

## Пам'ятки
Пам’ятний знак коронації Данила Романовича знаходиться на перетині вул. Kluka i Szmita під муром францисканського кляштору.
Православне кладовище на захід від міста (в межах загального кладовища міста), яке наразі залишається абсолютно не дослідженим. Біля брами цього цвинтаря влаштовано місце пам’яті. Тут знаходяться пам’ятник солдат АК, могила невідомого солдата та кам’яні хрести для невідомих солдат вересня 1939 р. Тут також знаходиться пам’ятник на честь польських пілотів загиблих в тому ж 1939 р.

## Музеї
Крайознавчий (регіональний) музей за адресою вул. Mikołaja Kopernika 7. тут можна ознаоймитися з комплексною експозицією присвяченою історії Дорогичина, зокрема оглянути археологічні знахідки часів давньоруського міста.
Децезіальний музей розміщений в комплексі костелу та монастиря францисканців за адресою вул. Józefa Ignacego Kraszewskiego 4. Він відрізняється надзвичайно багатою колекцією предметів католицького культу. Тут же знаходиться єдиний вцілілий том від єзуїтської бібліотеки Дорогичина та інші цікаві регіоналії. В колекції цього музею наявні також літургічні книги, які видавалися польською мовою для греко-католиків.

## Відомі люди

### Народилися
- Нік Гарбарук — канадський хокеїст.

### Пов'язані з містом
- Данило Галицький — у 1253 році був коронований в Дорогичині папським легатом абатом Опізо[33].